# Madagaskarsnip
De Madagaskarsnip (Gallinago macrodactyla) is een vogel uit de familie van strandlopers en snippen (Scolopacidae).

## Verspreiding en leefgebied
Deze soort is endemisch in Madagaskar.

## Status
De grootte van de populatie is in 2010 geschat op 2500-10.000 volwassen vogels. Op de Rode lijst van de IUCN heeft deze soort de status kwetsbaar.